# Фаренсбах, Георг
 Георг  фон Фаренсбах,  Юрген фон Фаренсбах ,Юрий Францбек нем. Jürgen von Fahrensbach, ; 1551 — 17 мая 1602) — польский военачальник, первый воевода венденский в 1598—1602 годах.

## Биография
Происходил из немецко-балтийского дворянского рода Фаренсбахов. Один из восьми сыновей ливонского помещика и дипломата Вольмара фон Фаренсбаха (ок. 1500—1554), а его мать происходила из прибалтийского дворянского рода Курселль.
В молодости Георг фон Фаренсбах служил наёмником в армиях Швеции, Франции, Австрии, Голландии, Германии и России. В 1570 году 19-летний Георг вернулся на родину, где была в самом разгаре Ливонская война. Молодой Георг попал в русский плен и был отправлен в Московию. Царь Иван Грозный освободил его из плена и включил в состав своего корпуса иностранных наёмников. В 1572 году Георг Фаренсбах отличился во время разгрома крымской орды под предводительством хана Девлет Гирея в битве при Молодях. Сопровождал датского принца Магнуса во время его поездки в Россию. В 1572—1573 годах Георг Фаренсбах участвовал в военных походах русских войск в Ливонии. Позднее он оставил русскую службу и перешел на службу к датскому королю Фредерику II. В 1575 году эзельский наместник Клаус фон Унгерн в своём письме к датскому монарху рекомендовал Георга фон Фаренсбаха как знатока русского языка и военных обычаев. В 1577 году командовал датскими отрядами, отправленными на помощь Данцигу, восставшему против нового польского короля Стефана Батория. В 1579 году был назначен датским наместником острова Сааремаа (Эзель).
В 1579 году Георг фон Фаренсбах перешел на военную службу в армию Речи Посполитой. В 1579—1581 годах командовал рейтарами в походах Стефана Батория на Русское государство. В награду получил от польского правительства во владение крупные земельные поместья в Ливонии, стал старостой венденским и владельцем замков Каркус, Тарваст и Руя. В 1583 году был назначен инфлянтским гетманом. В 1587 году командовал немецкой пехотой во время обороны Кракова от войска австрийского эрцгерцога Максимилиана Габсбурга. В январе 1588 года участвовал в разгроме Максимилиана в битве под Бычиной в Силезии, где командовал рейтарами.
В 1598 году Георг Фаренсбах участвовал в военной экспедиции польского короля Сигизмунда III Вазы в Швецию. В том же году был назначен первым воеводой венденским. В 1600 году руководил защитой Лифляндии от шведской агрессии. 17 мая 1602 года был смертельно ранен во время обороны Феллина. Принадлежал к одним из самых выдающихся командиров кавалерии на рубеже XVI и XVII веков.

## Семья
В 1580/1581 году женился на Софии фон Фиркс (? — 1598), дочери курляндского помещика Юргена фон Фиркса и Анны Вестфальской, вдове добеленского комтура Маттиаса фон дер Реке (ум. 1580). Дети:
- Георг Вольмар фон Фаренсбах (1586—1633), польский губернатор Лифляндии (1611)
- Иоганн фон Фаренсбах (ум. 1627), польский командир и староста Лимбажи